# Allobaccha oldroydi
Allobaccha oldroydi är en tvåvingeart som beskrevs av Ghorpade 1994. Allobaccha oldroydi ingår i släktet Allobaccha och familjen blomflugor. Inga underarter finns listade i Catalogue of Life.